# Хасеке (мухафаза)
Хасеке (на арабски: مُحافظة الحسكة) е една от 14-те мухафази (области) на Сирия. Населението ѝ е 1 512 000 жители (по приблизителна оценка от декември 2011 г.). Намира се в часова зона UTC+2. Разделена е на 4 минтаки (околии). Основен език е арабският.